# Milford H. Beagle Jr.

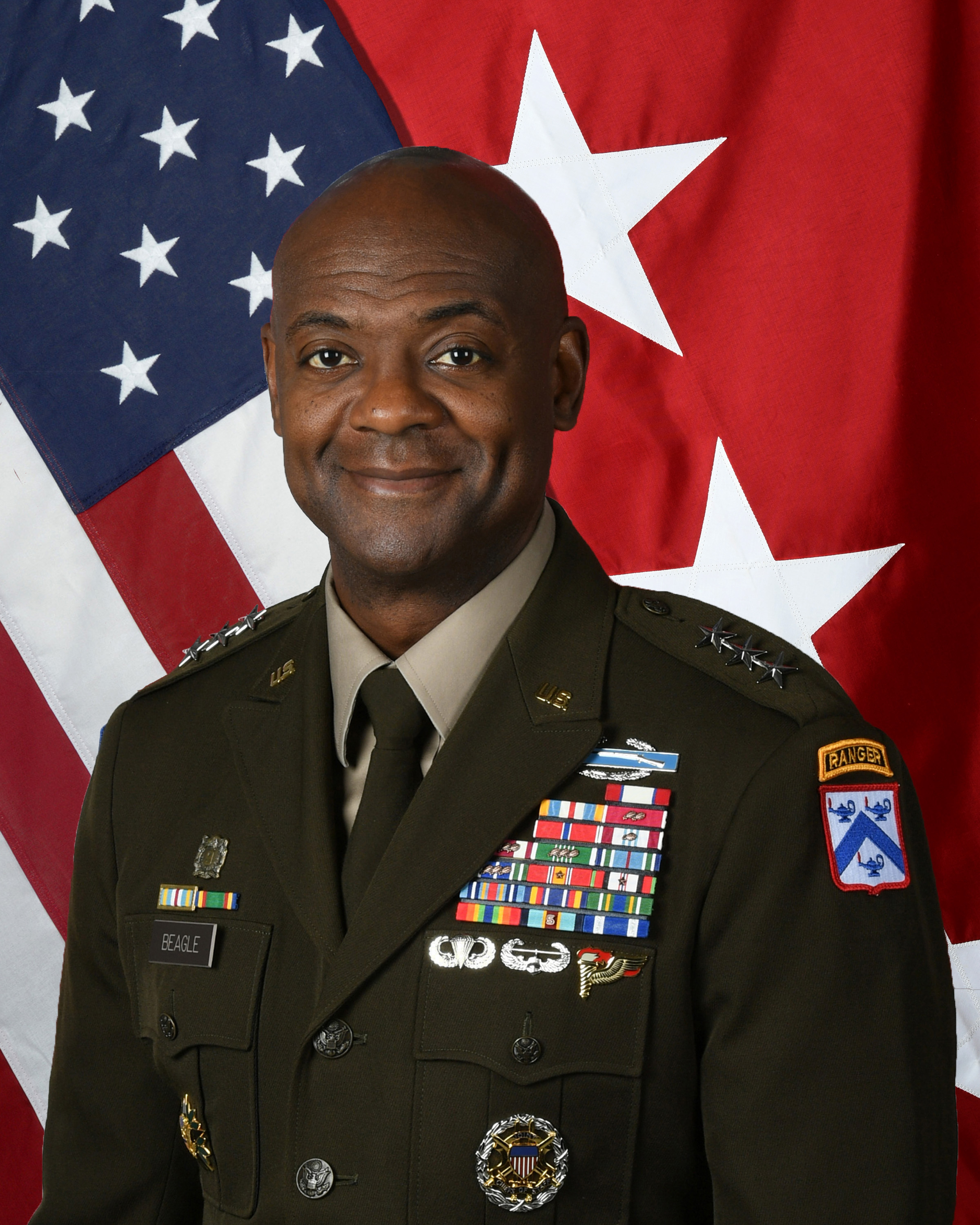
Milford H. Beagle Jr.

Milford H. Beagle Jr.  (* um 1968 in Enoree, Spartanburg County South Carolina) ist ein Generalleutnant der United States Army. Er war unter anderem Kommandeur der 10. Gebirgsdivision. Gegenwärtig (April 2024) kommandiert er das Command and General Staff College in Fort Leavenworth in Kansas.
Über das ROTC-Programm der South Carolina State University gelangte er im Jahr 1990 in das Offizierskorps des US-Heeres. Dort wurde er als Leutnant der Infanterie zugeteilt. In der Armee durchlief er anschließend alle Offiziersränge vom Leutnant bis zum Drei-Sterne-General.
Im Verlauf seiner Karriere absolvierte er den für Offiziere in den jeweiligen Rangstufen üblichen Dienst in unterschiedlichen Einheiten und Standorten. Dazu gehörten auch Aufgaben als Stabsoffizier in verschiedenen Hauptquartieren. Er kommandierte Einheiten auf fast allen Ebenen bis zum Divisionskommandeur.
Milford Beagle kommandierte unter anderem Kompanien die der Befehlskette der 25. Infanteriedivision unterstanden. Es folgten Kommandos auf Bataillons- und Regiments- bzw. Brigadeebene. In Südkorea war er Mitglied der Stabsabteilung G3 für Operationen der 8. Armee. Später gehörte er für einige Zeit auch dem Stab der Joint Chiefs of Staff an. Dann kommandierte er die 193. Infanteriebrigade.
Im weiteren Verlauf wurde er zur 10. Gebirgsdivision versetzt, wo er deren Stabsabteilung G4 für Nachschub und Logistik leitete. Dabei wurde er nach Kuwait und in den Irak versetzt wo die Division die Operation Inherent Resolve unterstützte. Am 2. Mai 2018 erreichte er mit seiner Beförderung zum Brigadegeneral die Generalsränge. Nach seiner Zeit im Stab der 10. Gebirgsdivision wurde Milford Beagle nach Fort Jackson in South Carolina versetzt, wo er zwischen Juni 2018 und Juni 2021 das United States Army Training Center leitete. Gleichzeitig kommandierte er auch den Militärstützpunkt Fort Jackson.
Anschließend kehrte er zur 10. Gebirgsdivision zurück, deren Hauptquartier sich in Fort Drum im Bundesstaat New York befindet. Zwischen Juli 2021 und September 2022 war er als Generalmajor Kommandeur dieser Division. Teile der Division waren in Afghanistan eingesetzt und sicherten zusammen mit anderen Einheiten unter anderem den Flughafen von Kabul. Nach dem Ende seiner Zeit als Divisionskommandeur wurde Beagle nach Fort Leavenworth versetzt, wo er im Oktober 2022 inzwischen im Rang eines Generalleutnants das Kommando über das Command and General Staff College erhielt. Diesen Posten hat er bis heute (April 2024) inne.

## Orden und Auszeichnungen
Milford Beagle erhielt im Lauf seiner militärischen Laufbahn unter anderem folgende Auszeichnungen:
- Defense Superior Service Medal
- Legion of Merit
- Bronze Star Medal
- Meritorious Service Medal
- Army Commendation Medal
- Joint Service Achievement Medal
- Army Achievement Medal